# Хлоповский сельсовет
Хлоповский сельсовет — упразднённая административно-территориальная единица, существовавшая на территории Московской губернии и Московской области до 1968 года.
Хлоповский сельсовет был образован в первые годы советской власти. По данным 1923 года он входил в состав Спас-Журавенской волости Каширского уезда Московской губернии.
В 1924 году к Хлоповскому с/с был присоединён Истоминский с/с.
4 декабря 1924 года Спас-Журавенская волость была переименована в Достоевскую волость.
По данным 1926 года Хлоповский с/с включал деревни Ермоловское товарищество, Истоминка, Комово, Хлопово-1, Хлопово-2, а также Истоминские хутора.
В 1929 году Хлоповский с/с был отнесён к Зарайскому району Коломенского округа Московской области. При этом к нему был присоединён Назарьевский с/с.
17 июля 1939 года к Хлоповскому с/с был присоединён Алферьевский с/с (селения Алферьево и Черемошня).
12 апреля 1952 года из Хлоповского с/с в Журавенский было передано селение Истоминка.
14 июня 1954 года к Хлоповскому с/с был присоединён Журавенский с/с.
22 июня 1954 года из Хлоповского с/с в Черневский было передано селение Козяково, а из Струпненского с/с в Хлоповский — селение Михалёво.
1 февраля 1963 года Зарайский район был упразднён и Хлоповский с/с вошёл в Коломенский сельский район. 11 января 1965 года Хлоповский с/с был передан в восстановленный Зарайский район.
10 сентября 1968 года Хлоповский с/с был упразднён, а его территория вошла в восстановленный в Журавенский с/с (кроме селений Алферьево, Михалево, Назарьево и Черемошня, вошедших в Алферьевский с/с).